# John-Edward Kelly

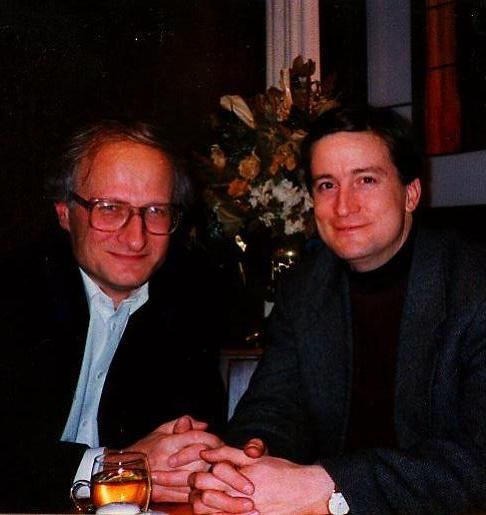

John-Edward Kelly, född 1958, död 2015, var en amerikansk saxofonist och dirigent.
Kelly framträdde i USA, Europa och i andra delar av världen. Han var känd för sina föreläsningar om estetik och nutida musik. Han har varit lärare vid Robert Schumann-högskolan i Düsseldorf och vid Norges musikhögskola. Kelly invaldes som utländsk ledamot av Kungliga Musikaliska Akademien 1999.